# That joke isn't funny anymore
That joke isn't funny anymore is een single van de Britse alternatieve rockgroep The Smiths. Het lied is de enige Britse single van het studioalbum Meat is murder uit 1985 en bereikte de 49e plaats op de UK Singles Chart.

## Achtergrond
Zanger Morrissey verklaarde dat hij het nummer schreef over zijn relatie met de media; de journalist Dave Simpson suggereerde een verband met een journalist met wie Morrissey een "intieme vriendschap" zou hebben gehad. De herhalende slotzin "I've seen this happen in other people's lives, and now it's happening in mine" is overgenomen van de film Alice Adams uit 1935.
De single verscheen pas vijf maanden na de uitgave van Meat is murder. Door de late uitgave, ondermaatse promotie en zonder nieuw materiaal op de B-kant bereikte slechts de 49e plaats in de Britse hitlijst. Naast hun debuutsingle Hand in glove is That joke isn't funny anymore de enige Britse single van The Smiths die de top 40 niet wist te bereiken.

## Nummers
Alle muziek en teksten zijn geschreven door Morrissey en Johnny Marr. 
| Nr. | Titel                         | Duur |
| --- | ----------------------------- | ---- |
| 1.  | That joke isn't funny anymore | 3:49 |
| 2.  | Meat is murder (live)         | 5:34 |

| Nr. | Titel                         | Duur |
| --- | ----------------------------- | ---- |
| 1.  | That joke isn't funny anymore | 4:57 |
| 2.  | Nowhere fast (live)           | 2:31 |
| 3.  | Stretch out and wait (live)   | 2:49 |
| 4.  | Shakespeare's sister (live)   | 2:12 |
| 5.  | Meat is murder (live)         | 5:34 |

## Bezetting
- Morrissey - zang
- Johnny Marr - gitaar
- Andy Rourke - basgitaar
- Mike Joyce - drumstel